# AK–101
Az AK–101 a szovjet Kalasnyikov-fegyvercsaládba tartozó gépkarabély. Az AK–101 gépkarabélyt elsősorban exportra tervezték, ezért az 5,56×45 mm NATO lőszert tüzeli, amely több NATO tagország alapvető lőszertípusa. Az AK–101-est azok számára próbálják eladni, akik a már rendszeresített NATO lőszerrel való tapasztalataikat és logisztikai hátterüket akarják kombinálni a Kalasnyikov-típusú fegyver megbízhatóságával. A fegyvert modern kompozit anyagokból építették, melyek csökkentik a fegyver súlyát és növelik pontosságát. Az AK–101 előnyei fellelhetőek az AK–100-as család többi tagjában is.
Gyakori tévedés, hogy az AK–101-est az orosz hadsereg új szabvány gépkarabélyaként rendszeresítették, azonban ez nem így van. Az orosz hadsereg rendszeresített gépkarabélya az AK–74M, emellett rendszeresítették az AK–105 gépkarabélyt, ezek a fegyverek az 5,45×39 mm-es lőszert tüzelik. A 7,62×39 mm-es lőszerrel működő AKM is rendszerben van a hadsereg egyes egységeinél, az AK–103 az orosz rendőrség és a speciális egység fegyvere. A fejlett AN–94 kisebb mennyiségben rendelkezésre áll az orosz hadsereg különleges egysége, egyes rendőri alakulatok és a belügyminisztérium számára.

## Tervezet
Az AK–101 egyes és sorozatlövésre alkalmas gépkarabély. Szétszerelési eljárása megegyezik az AK–74 gépkarabélyéval. A fegyvertok jobb oldalán szereléksín található különféle optikai irányzékok felszereléséhez. A gépkarabélyhoz használható a legtöbb fém és bakelit 30 töltényes AK típusú tölténytár. Az AK–101 fegyvercsöve 415 mm hosszú, a cső végén egy AK–74-hez kifejlesztett csőszájfékkel.
Az AK–101 az 5,56×45 mm-es NATO szabvány lőszert tüzeli. Puskatusája a tok bal oldalára behajtható típusú, fekete poliamidból készült.

## Alkalmazók
- Fidzsi-szigetek
- Indonézia
- Oroszország
- Uruguay

## Fordítás
Ez a szócikk részben vagy egészben  az   AK-101 című angol Wikipédia-szócikk ezen változatának fordításán alapul.  Az eredeti cikk szerkesztőit annak laptörténete sorolja fel. Ez a jelzés csupán a megfogalmazás eredetét és a szerzői jogokat jelzi, nem szolgál a cikkben szereplő információk forrásmegjelöléseként.